# Immer die Mädchen
Immer die Mädchen ist eine österreichische Filmkomödie von Fritz Rémond junior aus dem Jahr 1959.

## Handlung
Das Mädcheninternat Schloss Siebenstein ist Dr. Peter Klausen, Journalist bei der Lupe der Zeit, schon lange ein Dorn im Auge. Durch seine bei der Mutter aufwachsende Tochter Silvia, die das Internat besucht, hat er so manches Unschöne über die Töchter der oberen Zehntausend erfahren, die auf dem Internat das Sagen zu haben scheinen, stellt die Erziehungsmethoden des Internats infrage und findet auch die elitäre Schulform nicht mehr zeitentsprechend. Er plant, die Methoden des Internats in einem Artikel anzuprangern, will dazu jedoch vor Ort recherchieren. Weil er vor seiner Journalistenlaufbahn tatsächlich Lehrer war, bewirbt er sich kurzerhand als Pädagoge auf eine gerade freigewordene Stelle. Auf seinem Weg zum Internat trifft er auf die junge Pädagogin Dr. Vera Schröder, die ihm aufgrund seiner flapsigen Bezeichnung des Internats als „Pfauengehege“ erst einmal eine falsche Wegbeschreibung gibt, sodass sein erster Eindruck bei der Internatsleiterin Siebenstein nicht gut ist. Bei der Anführerin der Schülerinnen, der aufmüpfigen Lou van Dooren, fällt er aufgrund seiner wenig unterwürfigen Haltung ebenfalls durch. Sie setzt nun alles daran, ihn so schnell wie möglich loszuwerden. Da er bei der Ankunft im Internat einen Cowboyhut getragen hat, singen die Schülerinnen bei jeder Gelegenheit das Lied Tom Dooley und wollen ihn so provozieren. Er jedoch begegnet den Anfeindungen souverän und setzt sich auch im Unterricht durch, wo alle Schülerinnen mit einem Mal auf Lous Zeichen hin ihre Schminksachen auspacken und ihn ignorieren.
Mit der Zeit kommen sich Peter und Vera näher, aber auch einige Schülerinnen verlieben sich in Peter, darunter die blonde Nicola. Kritisch wird die Nähe von Peter und Silvia gesehen, weiß doch niemand im Schloss, dass beide Vater und Tochter sind. Erst als sich Peter in einem Jazzclub bei einer Prügelei als der Stärkere erweist, zollen ihm die Mädchen mehr Respekt.
Peter veröffentlicht unter dem Decknamen Marabu einen ersten Artikel in der Lupe der Zeit, in dem er die Abläufe auf Schloss Siebenstein scharf kritisiert. Niemand weiß, wer den Artikel verfasst hat, enthält er doch auch Dinge, die lange vor Peters Zeit im Schloss geschahen. Englischlehrerin Ms. Henderson vermutet am Ende den unscheinbaren Etikette-Lehrer Habicht als Verfasser und verliebt sich in ihn. Vera wiederum gesteht Peter seine Liebe, als der gerade Gedanken für den nächsten Artikel auf sein Tonband aufnimmt. Veras Liebesgeständnis wird ungeplant aufgezeichnet und wenig später von den Mädchen entdeckt, die heimlich Peters Zimmer durchsuchen. Sie spielen das Geständnis in eine Musikaufnahme, die wenig später bei Tanzproben vor allen Schülerinnen und Lehrern abgespielt wird. Zwar versucht Frau Siebenstein die Situation zu retten, indem sie spontan die geplante Verlobung von Vera und Peter bekanntgibt, doch sind alle erschüttert. Vera erkennt kurz darauf, dass Peter der Autor Marabu ist und ist enttäuscht. Peter reicht schließlich die Kündigung ein, nimmt sie zurück, als Vera ihm dennoch ihre Liebe gesteht, und wird schließlich von Baronin Siebenstein entlassen, als sie die Marabu-Identität erfährt.
Als letzte Aktion versohlt Peter Lou den Hintern, woraufhin sie sich bei ihrem einflussreichen Vater über ihn beschwert. Der jedoch zeigt sich begeistert, weil man der frechen Lou nicht anders beikommen könne. Auch andere Schülerinnen sind von Peter begeistert, so hat er Schülerin Marianne, die in den Gärtner Fritz verliebt ist, vor ihrem Vater verteidigt, und Silvia aus den Händen eines zwielichtigen Seglers befreit. Als Lou von ihrem Bekannten Joe mit einem freizügigen Foto erpresst wird, stellt Peter den Mann und entwendet ihm Bild und Negativ. Jetzt setzt sich auch Lou dafür ein, dass Peter bleiben darf. Beim großen Elterntag inszenieren die Schülerinnen einen offenen Protest, der die Siebensteins einlenken lässt. Sie legen die Leitung des Internats nieder und Vera wird als Nachfolgerin bestimmt. Peter entsagt dem Schuldienst, um weiterhin als Journalist tätig zu sein. Schloss Siebenstein bleibt er dennoch erhalten, wird er doch Vera heiraten.

## Produktion
Die Nilsen Brothers singen im Film das Lied Tom Dooley und Ted Herold tritt mit dem Lied Roll Rock’n’Roll That Hula Hoop (Hula-Rock) auf.
Der Farbfilm in Agfacolor wurde im Atelier Sievering der Wien-Filmgesellschaft hergestellt, ein Großteil der Außenaufnahmen nächst (dem zu jener Zeit noch immer im Rückbau begriffenen) Schloss Pötzleinsdorf. Die Kostüme schuf Margarethe Volters. Die Filmbauten stammten von Leo Metzenbauer. 
Der Film erlebte am 14. August 1959 in Stuttgart seine Premiere. Es war die erste deutschsprachige Filmproduktion, in der die Dänin Vivi Bach auftrat, sowie die erste Filmarbeit von Hannelore Elsner.

## Kritik
Für den film-dienst war Immer die Mädchen ein „schlampig inszeniertes und ödes Kulenkampff-Lustspiel“.